# وژشنیا (استان اشوی‌داشکسیه)
وژشنیا (به لهستانی: Września) یک منطقهٔ مسکونی در لهستان است که در گمینا ووجسواو واقع شده‌است.